# 제이슨 베리
제이슨 베리(Jason Barry, 1972년 12월 14일 ~ )는 아일랜드의 배우, 영화배우, 연극 배우, 텔레비전 배우이다.
더블린에서 태어났다.

## 영화
- 아이.티. (2016년)
- 유나이티드 패션즈 (2014년)
- 언더커버스 (2010년) - 션 역
- 레전드 오브 더 보그 (2009년)
- 이스터 식스틴 (2009년)
- 리얼 파이트 클럽 (2006년) - 가브리엘 역
- 미러마스크 (2005년) - 발렌타인 역
- 침묵의 이론 (2003년)
- 리애니메이터: 좀비오 3 (2003년) - 하워드 필립스 역
- 메트로폴리스 (2000년)
- 웬 더 스카이 폴스 (2000년)
- 밀고자 (1998년) - 시머스 역
- 타이타닉 (1997년) - 토미 라이언 역
- 더 라스트 오브 더 하이 킹스 (1996년)